# Ford F-Series (cinquième génération)
 (juillet 2021).
La mise en forme du texte ne suit pas les recommandations de Wikipédia : il faut le « wikifier ».
Les points d'amélioration suivants sont les cas les plus fréquents :
- Les titres sont pré-formatés par le logiciel. Ils ne sont ni en capitales, ni en gras.
- Le texte ne doit pas être écrit en capitales (les noms de famille non plus), ni en gras, ni en italique, ni en « petit »…
- Le gras n'est utilisé que pour surligner le titre de l'article dans l'introduction, une seule fois.
- L'italique est rarement utilisé : mots en langue étrangère, titres d'œuvres, noms de bateaux, etc.
- Les citations ne sont pas en italique mais en corps de texte normal. Elles sont entourées par des guillemets français : « et ».
- Les listes à puces sont à éviter, des paragraphes rédigés étant largement préférés. Les tableaux sont à réserver à la présentation de données structurées (résultats, etc.).
- Les appels de note de bas de page (petits chiffres en exposant, introduits par l'outil «  Source ») sont à placer entre la fin de phrase et le point final[comme ça].
- Les liens internes (vers d'autres articles de Wikipédia) sont à choisir avec parcimonie. Créez des liens vers des articles approfondissant le sujet. Les termes génériques sans rapport avec le sujet sont à éviter, ainsi que les répétitions de liens vers un même terme.
- Les liens externes sont à placer uniquement dans une section « Liens externes », à la fin de l'article. Ces liens sont à choisir avec parcimonie suivant les règles définies. Si un lien sert de source à l'article, son insertion dans le texte est à faire par les notes de bas de page.
- La présentation des références doit suivre les conventions bibliographiques. Il est recommandé d'utiliser les modèles {{Ouvrage}}, {{Chapitre}}, {{Article}}, {{Lien web}} et/ou {{Bibliographie}}. Le mode d'édition visuel peut mettre en forme automatiquement les références.
- Insérer une infobox (cadre d'informations à droite) n'est pas obligatoire pour parachever la mise en page.

Pour une aide détaillée, merci de consulter Aide:Wikification.
Si vous pensez que ces points ont été résolus, vous pouvez retirer ce bandeau et améliorer la mise en forme d'un autre article.
Article principal: Ford F-Series

La cinquième génération du Ford F-Series est une gamme de pick-ups civils et de pick-ups commerciaux produits par Ford des années modèles 1967 à 1972. Construit sur la même plate-forme que les pick-ups F-Series de quatrième génération, la cinquième génération avait des lignes de style plus nettes, une cabine et un habitacle plus grands et des options de moteur élargies.
Trois niveaux de finition étaient disponibles lors de la production du F-Series de cinquième génération, bien que les noms aient été modifiés en 1970. La finition "Base" est devenue le "Custom" et le "Custom Cab" est devenu le "Sport Custom" rejoignant le "Ranger" en tant que niveaux de finition d'équipement optionnelle. À la fin de la production, le niveau de finition Ranger a été amélioré avec l'option supplémentaire "Ranger XLT".

## Changements d'année en année
- 1967 : Introduction du F-Series de cinquième génération en 1966 pour l'année modèle 1967. La cabine est 3 pouces (7,6 cm) plus large que celle de son prédécesseur et le cadre est plus lourd. La calandre, les garnitures extérieures, les garnitures intérieures de la cabine et les choix de moteurs sont uniques à cette année. Les niveaux de finition sont "Base", "Custom Cab" et "Ranger".
- 1968 : Comme la réglementation fédérale exigeait que tous les constructeurs automobiles installent des réflecteurs ou des feux latéraux, Ford a redessiné les emblèmes du capot pour y incorporer des réflecteurs ainsi que des réflecteurs ajoutés à l'arrière de la benne. L'aménagement intérieur a changé en raison des nouvelles normes de sécurité. Ajout de nouvelles versions du moteur FE-Series (moteur 360 et 390 pour pick-up). Première année pour la climatisation installée d'usine (la climatisation était installée par le concessionnaire avant 1968).
- 1969 : Nouveau design de calandre et nouvelle option de moteur, le V8 Windsor 302.
- 1970 : Mise à jour de mi-cycle avec de nombreux changements de détails, y compris une toute nouvelle calandre comprenant des clignotants avant enveloppants, des changements de garniture extérieure et de nouveaux feux de position latéraux. La finition "Sport Custom" remplace "Custom Cab" et "Ranger XLT" est ajouté en tant que niveau de finition haut de gamme.

### Argentine
Sur le marché local, un nouveau choix de moteur a été introduit cette année-là : un moteur diesel, qui était un moteur quatre cylindres en ligne Perkins de 3,3 L (203 pouces cubes) avec 120 ch à 3 000 tr/min. En outre, un autre changement est l'alternateur, remplaçant la dynamo.

### Mexique

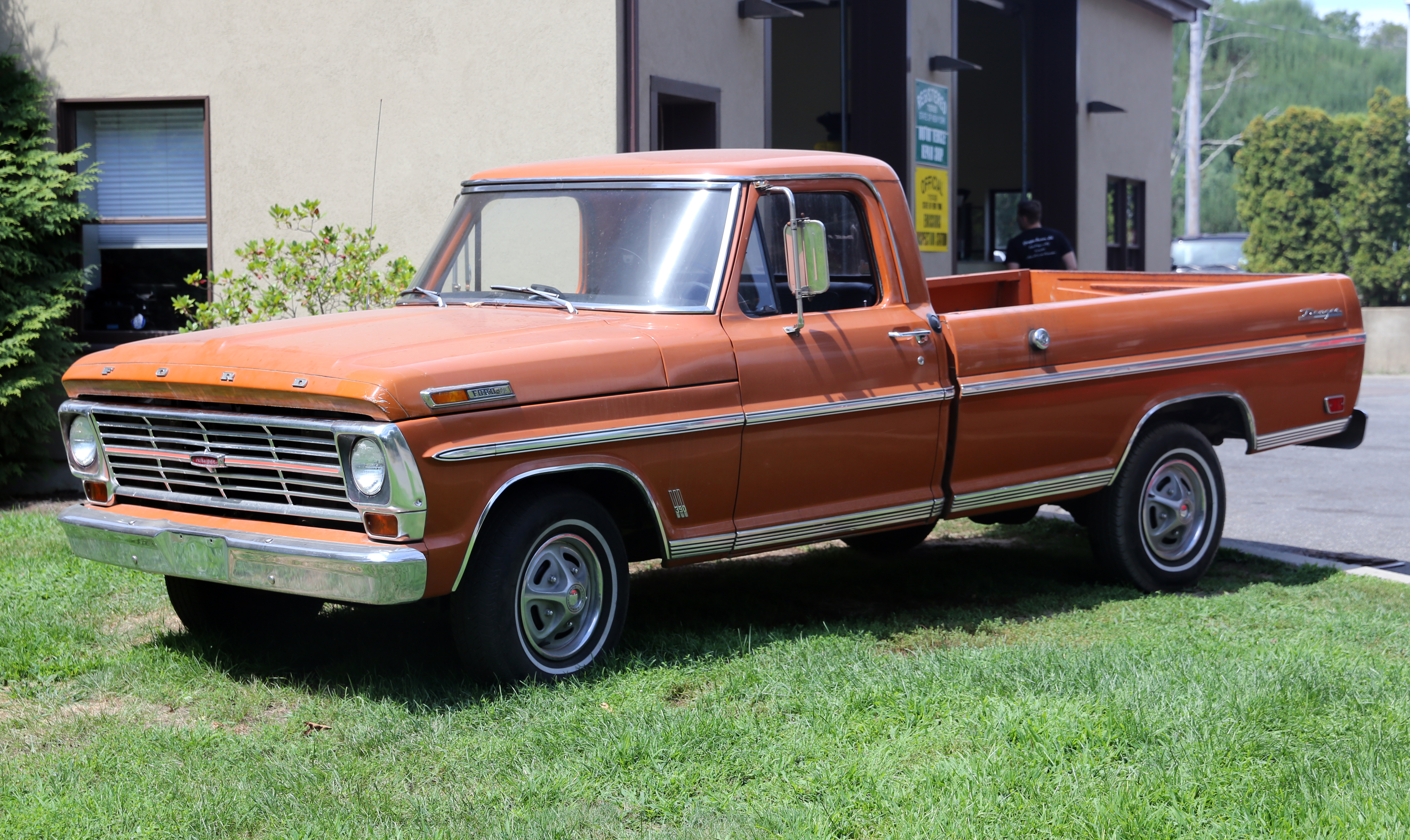
Ford F-100 Ranger 1969

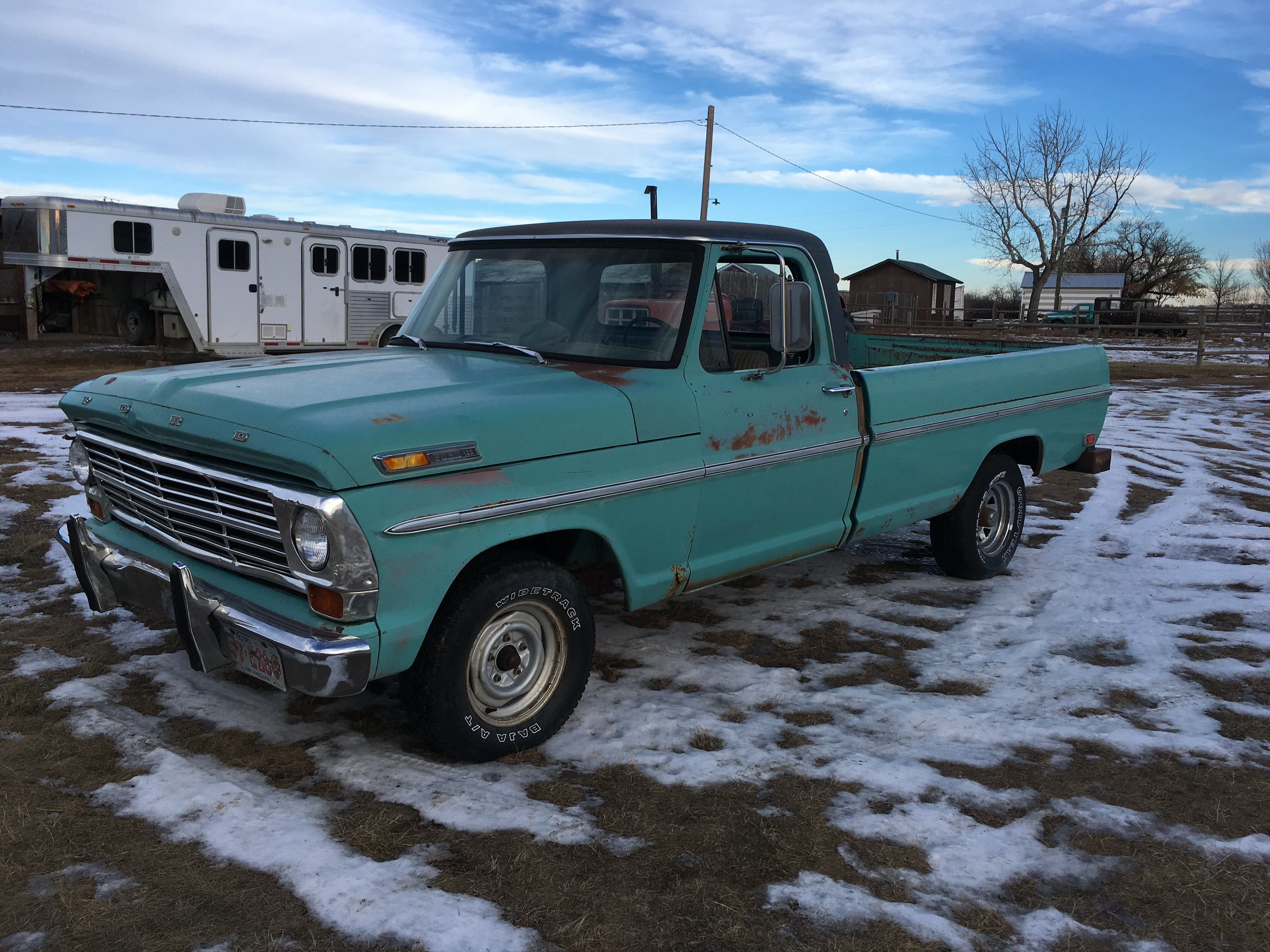
Un Ford F-100 Explorer 1969 (Canada)

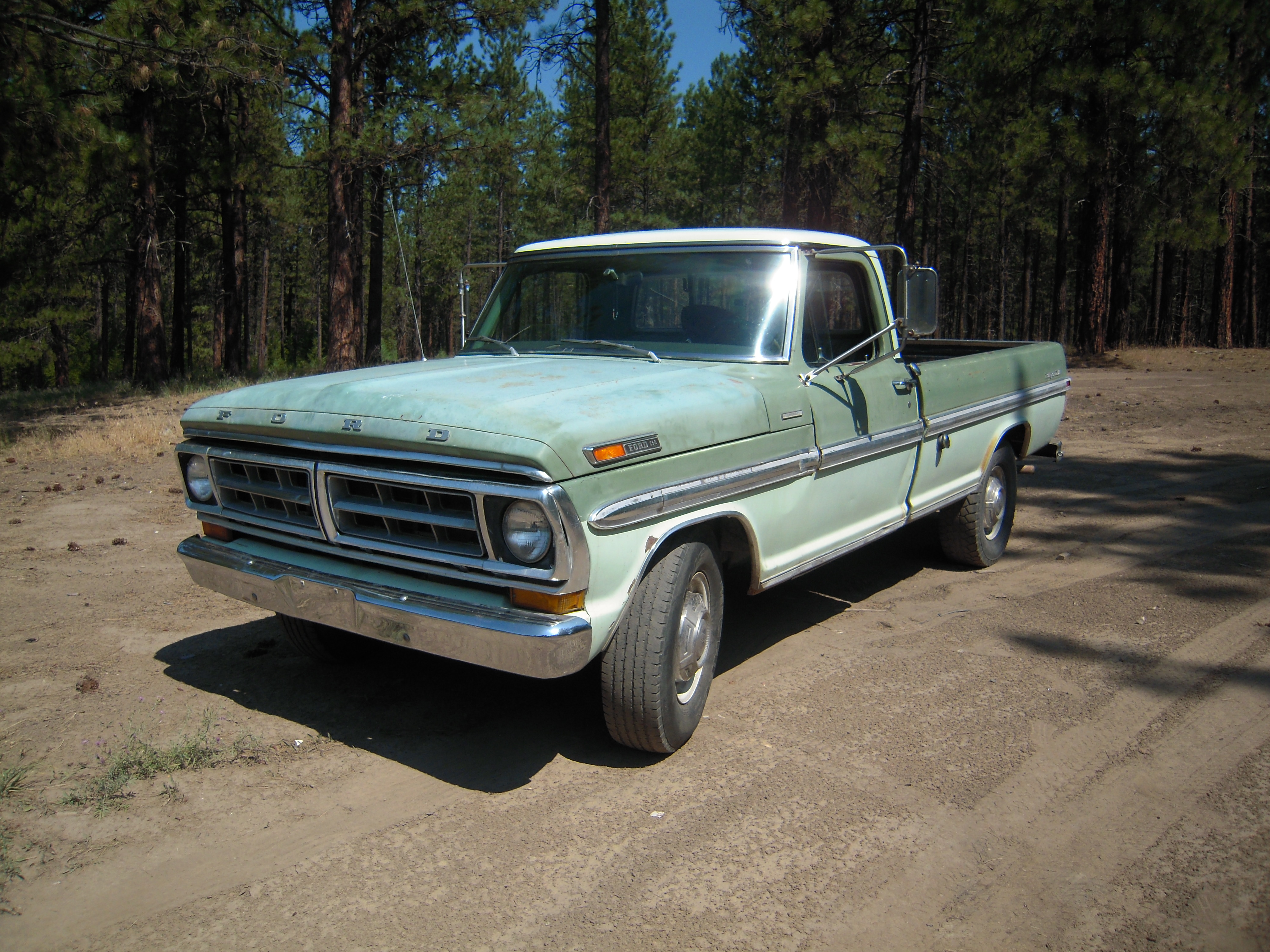
F-250 Camper Spécial 1971

Le nouveau moteur V8 de 335 pouces cubes (5,4 L) a été introduit en tant que nouvelle option de moteur, uniquement dans les pick-ups de poids moyen. Ce moteur a été conçu par les ingénieurs mexicains de Ford et il était un parent de la famille des moteurs Windsor, il était basé sur les moteurs 351 et 302, avec un vilebrequin plus fort et une course allongée. Le moteur 335 était équipé d'un carburateur Holley à 2 barrils et délivrait une puissance de 200 ch à 4 000 tr/min. Ce moteur a coexisté avec le V8 de 289 pouces cubes jusqu'en 1972.
- 1971 : Nouveaux inserts de calandre, nouveau design du volant et nouvelles couleurs. Les radios AM/FM sont ajoutées en option.
- 1972 : Dernière année de production (en Amérique du Nord). Des changements de détail mineurs et des freins assistés deviennent une nouvelle option sur les finitions optionnelles haut de gamme.

## Modèles spéciaux
Après 1968, Ford a abandonné les versions avec «poids nominal brut du véhicule faible». Les options toujours disponible sont le Camper Special (refroidissement robuste, pré-câblage de camping-car et plus gros alternateur) ainsi que le nouveau Explorer Special (une finition optionnelle en édition limitée qui combinait de nombreuses pièces de la finition "Ranger" avec un prix global inférieur), le Contractor's Special (y comprend une boîte à outils derrière le siège et une suspension du modèle de 3/4 de tonne (F-250)), le Farm and Ranch Special (boîtes à outils supplémentaires et ressorts lourds) et le Heavy-Duty Special (capacités de remorquage supplémentaires). Ces modèles spéciaux avaient différents niveaux d'options installées d'usine pour plaire à différents groupes cibles,.

## Argentine
Le F-Series de cinquième génération a été introduit en 1968 en Argentine, où il est resté en production jusqu'en 1973 environ. Il a été fabriqué dans les modèles suivants : F-100, F-350, le pick-up moyen F-600 et le F-700. Il est quasiment resté au niveau de la gamme US, sans décalages chronologiques majeurs, en termes de renouvellement de la gamme. La marque locale, Igarreta, propose des versions intéressantes avec des configurations personnalisées pour les entreprises privées et aussi pour l'État argentin.

## Brésil

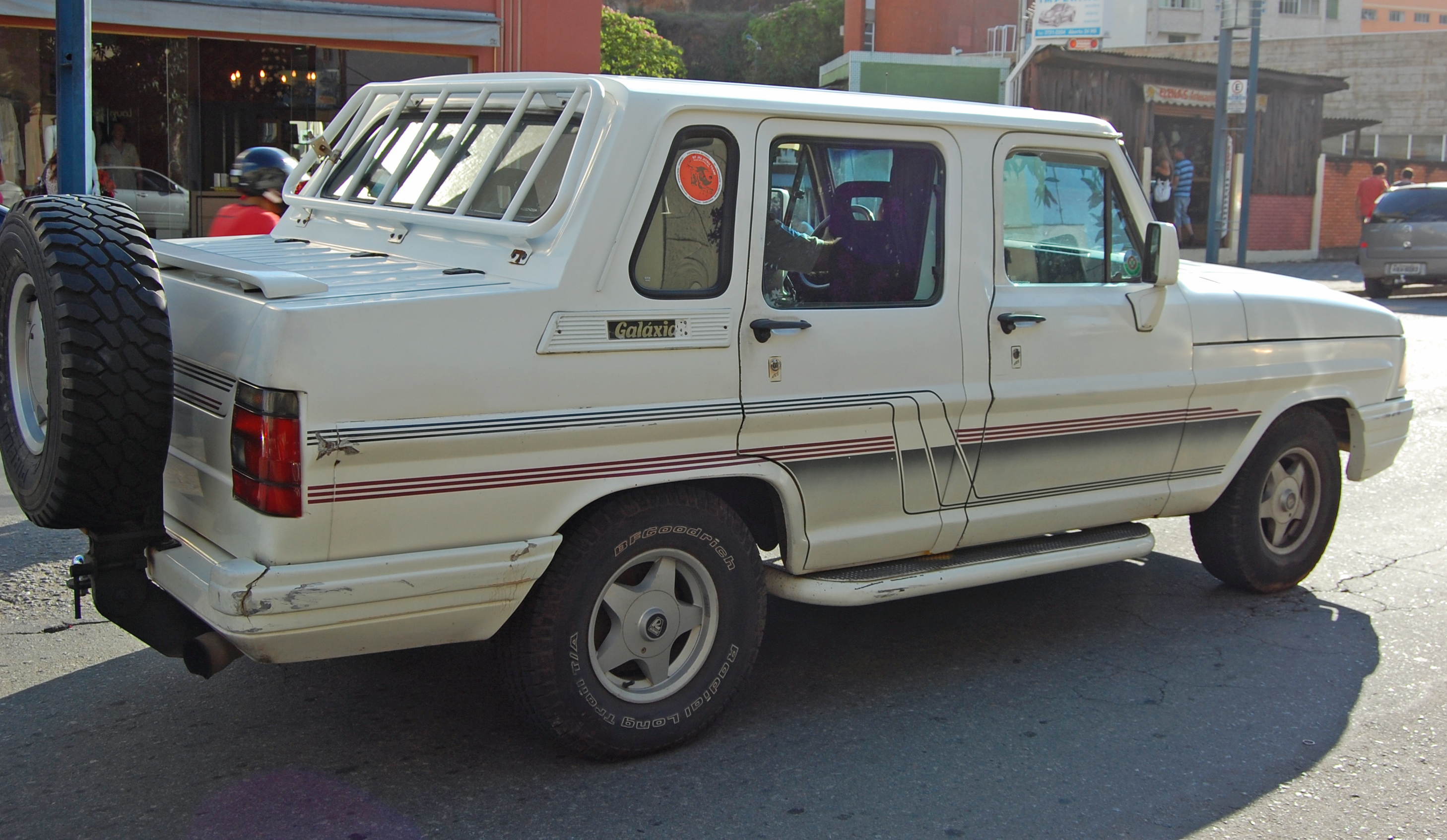
Conversion du Ford F-1000 Double Cab de fabrication brésilienne tardive (« Galáxia »)

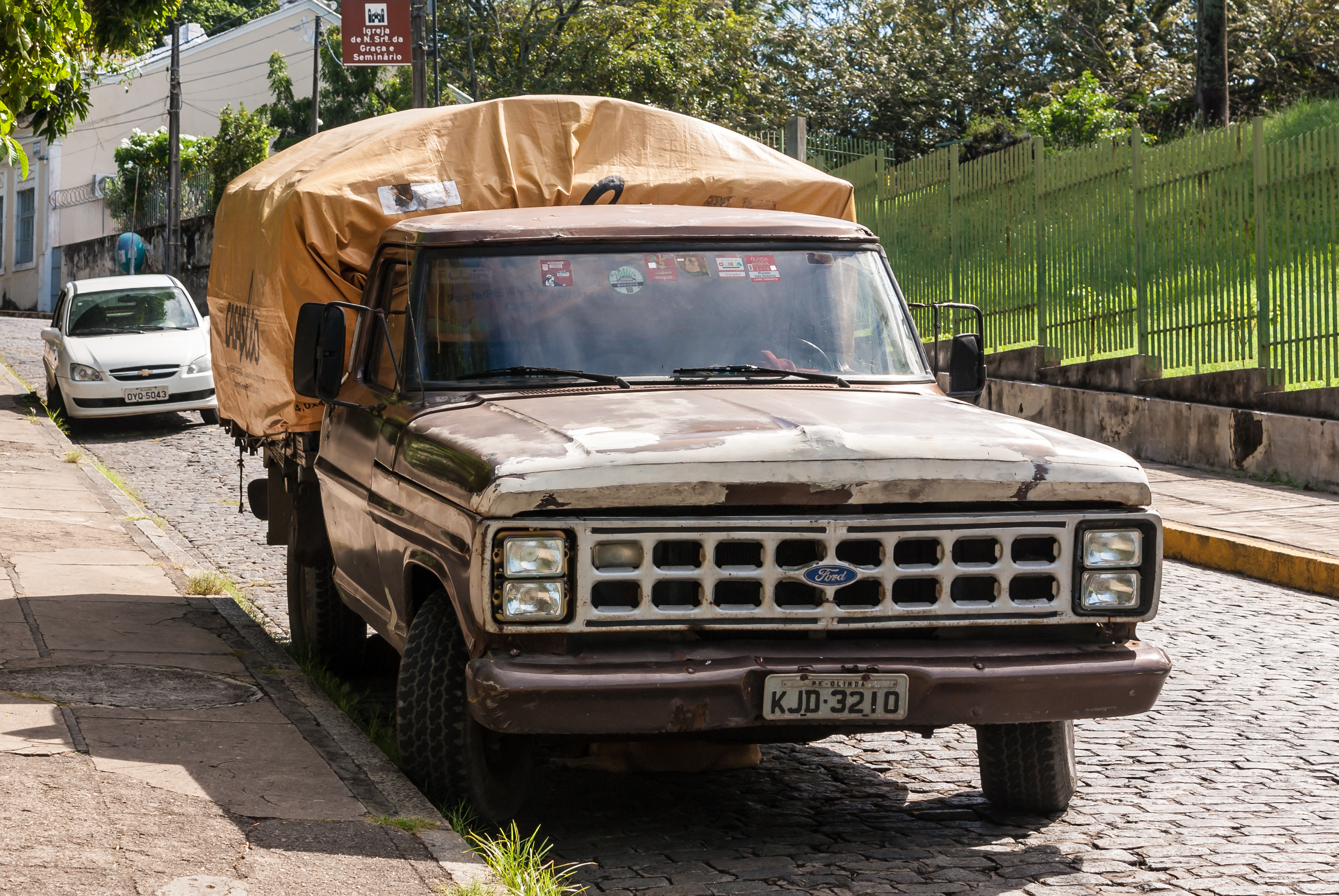
Ford F-1000 1985 avec calandre et phares de modèle ultérieur et caisse de rechange

La cinquième génération du F-Series a été introduit en 1972 au Brésil, où il est resté en production jusqu'en 1992 environ. Il a reçu une série de modifications et de mises à jour au cours des deux décennies de production, éventuellement équipé d'un moteur diesel quatre cylindres MWM de 3,9 litres disponible en versions à aspiration naturelle (D229-4) et turbo (TD229-4) dans un équivalent local du F-250 portant le nom de F-1000, également disponible avec un moteur 6 cylindres de 3,4 litres en versions essence et éthanol dédié, tandis que le F-100 conservait le moteur essence V8 Y-Block 272 et le 4 cylindres Georgia OHC de 2.3L dans les versions essence et éthanol dédié. C'était le dernier pick-up de Ford fabriqué dans l'usine d'Ipiranga qui a fermé peu de temps après l'arrêt du pick-up. Les F-100 et F-1000 brésiliens n'étaient disponibles qu'avec une simple cabine et 2 roues motrices, mais un certain nombre de spécialistes locaux ont construit sur mesure des doubles cabines, et Engesa a fourni une conversion de rechange à 4 roues motrices.

## Canada
Au Canada, l'Explorer Special était un niveau de finition qui se situait entre le modèle de base du pick-up et le Custom Cab. Il utilisait la garniture et la calandre du Custom Cab mais n'incluait pas de choses comme une radio.

## Modèles
- F-100 : 1/2 tonne (5 500, poids nominal brut max. du véhicule)
- F-100 (4x4) : 1/2 tonne (5 600, poids nominal brut max. du véhicule)
- F-250 : 3/4 de tonne (poids nominal brut max. du véhicule jusqu'à 8 100)
- F-250 (4x4) : 3/4 de tonne (8 200, poids nominal brut max. du véhicule)
- F-350 : 1 tonne (poids nominal brut max. du véhicule jusqu'à 10 000) Roues arrière jumelées disponibles

### Options de benne
Styleside sur les F-100 et F-250. Longueurs de 6,5' et 8'.
Flareside sur tous les modèles. Longueurs de 6,5', 8' et 9' (F-350 seulement).
Pieux de plate-forme sur les F-250 et F-350 en longueurs de 9' et 12'.

### Options de cabine
Cabine standard sur tous les modèles.
Cabine multiplace avec sièges pour six personnes et quatre portes en option sur les F-250 et F-350.

## Moteurs
| Moteur                                                 | Années    | Puissance                     |
| ------------------------------------------------------ | --------- | ----------------------------- |
| Six cylindres en ligne Thriftpower de 170 pouces cubes | 1967-?    | 105ch (78 kW)                 |
| Six cylindres en ligne de 240 pouces cubes             | 1967–1972 | 150ch (112 kW) 121ch (90 kW)  |
| Six cylindres en ligne de 300 pouces cubes             | 1967-1972 | 170ch (127 kW) 165ch (123 kW) |
| V8 FE de 352 pouces cubes                              | 1967      | 208ch (155 kW)                |
| V8 FE de 360 pouces cubes                              | 1968–1972 | 215ch (160 kW) 196ch (146 kW) |
| V8 FE de 390 pouces cubes                              | 1968–1972 | 255ch (190 kW) 201ch (150 kW) |
| V8 Windsor de 302 pouces cubes                         | 1969–1972 | 205ch (153 kW) 154ch (115 kW) |

NOTE : puissances nominales provenant des brochures originales des concessionnaires de pick-ups Ford et du manuel du propriétaire des pick-ups Mercury/Ford de 1967 (moteur de 170 pouces cubes)

## F-Series à poids moyen
Les modèles plus lourds (F-500 et plus) ont continué d'être construits sur le châssis de la cinquième génération même après le remplacement des modèles plus légers. En 1977, le F-500, le plus léger des poids moyens, a été abandonné, laissant le F-600 en tant que plus léger des poids moyens. Il a été construit jusqu'à l'introduction de la septième génération du F-Series fin 1979.